# Хаттунинское сельское поселение
Хаттунинское се́льское поселе́ние — муниципальное образование в Веденском районе Чечни Российской Федерации.
Административный центр — село Хаттуни.

## История
Статус и границы сельского поселения установлены Законом Чеченской Республики от 20 февраля 2009 года № 14-РЗ «Об образовании муниципального образования Веденский район и муниципальных образований, входящих в его состав, установлении их границ и наделении их соответствующим статусом муниципального района и сельского поселения».

## Население
| 2010  | 2012  | 2013  | 2014  | 2015  | 2016  | 2017  |
| ----- | ----- | ----- | ----- | ----- | ----- | ----- |
| 2626  | ↗2678 | ↘2676 | ↗2707 | ↗2723 | ↗2746 | ↗2783 |
| 2018  | 2019  | 2020  | 2021  | 2023  | 2024  |       |
| ↗2802 | ↗2828 | ↗2839 | ↘2700 | ↗2711 | ↗2733 |       |

## Состав сельского поселения
| № | Населённый пункт | Тип населённого пункта       | Население |
| - | ---------------- | ---------------------------- | --------- |
| 1 | Хаттуни          | село, административный центр | ↗2733     |